# Kimmo Timonen
Kimmo Samuel Timonen (Kuopio, 18 marzo 1975) è un ex hockeista su ghiaccio finlandese.

## Palmarès

### Olimpiadi invernali
- Argento a Torino 2006
- Bronzo a Nagano 1998
- Bronzo a Vancouver 2010
- Bronzo a Soči 2014

### Mondiali
- Argento a Svizzera 1998
- Argento a Norvegia 1999
- Argento a Germania 2001